# レイ・コージ
ドナルド・レイ・コージ（Donald Ray Cosey、1951年2月15日 - ）は、アメリカ合衆国カリフォルニア州出身の元プロ野球選手（外野手）。
登録名は「コージ」だが、実際の発音は「コーズィー」が近い。

## 来歴
1980年にオークランド・アスレチックスでメジャーに初昇格するがわずか9試合の出場にとどまる。
しかしまだ当時25歳と若く、その能力を評価していた中日コーチのジム・マーシャル（アスレチックス監督時代に指導経験がある）の推薦もあって翌1981年に中日入りする。
6番・レフトでの出場が多かったが、長打力に乏しかった。オフには残留の可能性がある事を伝えられ、本人も残留を希望していたが、結局1年限りで退団する。
当時のファンは彼と同音の読みである広島東洋カープの主砲・山本浩二と比較して「あっちのコージは打つけど、こっちのコージはなあ…」と嘆く者も少なくなかったという。
中日退団後は、メキシカンリーグでプレーした。

## 詳細情報

### 年度別打撃成績
| 年 度    | 球 団    | 試 合 | 打 席 | 打 数 | 得 点 | 安 打 | 二 塁 打 | 三 塁 打 | 本 塁 打 | 塁 打 | 打 点 | 盗 塁 | 盗 塁 死 | 犠 打 | 犠 飛 | 四 球 | 敬 遠 | 死 球 | 三 振 | 併 殺 打 | 打 率 | 出 塁 率 | 長 打 率 | O P S |
| -------- | -------- | ----- | ----- | ----- | ----- | ----- | -------- | -------- | -------- | ----- | ----- | ----- | -------- | ----- | ----- | ----- | ----- | ----- | ----- | -------- | ----- | -------- | -------- | ----- |
| 1980     | OAK      | 9     | 9     | 9     | 0     | 1     | 0        | 0        | 0        | 0     | 0     | 0     | 0        | 0     | 1     | 0     | 0     | 0     | 0     | 0        | .111  | .100     | .000     | .100  |
| 1981     | 中日     | 120   | 372   | 342   | 40    | 86    | 9        | 2        | 15       | 144   | 41    | 2     | 4        | 7     | 4     | 18    | 2     | 1     | 51    | 7        | .251  | .288     | .421     | .709  |
| MLB：1年 | MLB：1年 | 9     | 9     | 9     | 0     | 1     | 0        | 0        | 0        | 0     | 0     | 0     | 0        | 0     | 1     | 0     | 0     | 0     | 0     | 0        | .111  | .100     | .000     | .100  |
| NPB：1年 | NPB：1年 | 120   | 372   | 342   | 40    | 86    | 9        | 2        | 15       | 144   | 41    | 2     | 4        | 7     | 4     | 18    | 2     | 1     | 51    | 7        | .251  | .288     | .421     | .709  |

### 記録
NPB
- 初出場・初先発：1981年4月4日、対読売ジャイアンツ1回戦（後楽園球場）、6番・左翼手で先発出場、4打数2安打
- 初本塁打：1981年4月8日、対ヤクルトスワローズ2回戦（ナゴヤ球場）、8回裏に鳥原公二からソロ

### 背番号
- 45 （1980年）
- 4 （1981年）